# Observatori del Patrimoni Etnològic i Immaterial
L'Observatori del Patrimoni Etnològic i Immaterial (OPEI) fou creat l'any 2000 inicialment amb el nom d'Observatori per a la Recerca Etnològica per tal de fomentar la col·laboració i treball en xarxa entre les diferents entitats i grups que treballen el Patrimoni Etnològic i l'antropologia en general a Catalunya. La seva forma d'actuació és a partir de l'establiment d'un conveni entre les entitats membres, i la Direcció General. És un servei de l'Inventari del Patrimoni Etnològic de Catalunya (IPEC), dins de la Direcció General de Cultura Popular i Associacionisme Cultural de la Generalitat de Catalunya.
L'Observatori desenvolupa les funcions d'identificar oportunitats de recerca, la detecció d'amenaces, organització d'activitats i difusió de recerca, l'organització de jornades de caràcter tan local, com nacional i internacional sobre el Patrimoni Etnològic. Així mateix, és el responsable de l'organització d'activitats anuals com la Mostra del Cinema Etnogràfic, en marxa des del 2011, el programa de Cultura Viva, celebrat cada any des del 2009, i Tallers i Jornades de Memòria Oral, organitzats per primera vegada l'any 2007-2008.
El 2019 van visitar equipaments patrimonials dels Països Baixos.

## Entitats
Les entitats que formen la xarxa han anat canviant al llarg del temps. El 2024 eren l'Ecomuseu de les Valls d’Àneu (Esterri d’Àneu), el Museu de la Pesca (Palamós), el Museu Etnològic del Montseny (Arbúcies), Carrutxa (Reus), Museu de les Terres de l’Ebre (Amposta), Museu del Ter (Manlleu), Museu Comarcal de Cervera, l'Institut Català d’Antropologia, el Museu de la Mediterrània (Torroella de Montgrí), el Museu Etnològic i de Cultures del Món de Barcelona, l'Institut Ramon Muntaner, el Centre d’Estudis de les Garrigues, l'Institut d’Estudis Penedesencs, el Museu de la Pauma (Mas de Barberans), l'Espai Metge Rural (Sant Feliu de Guíxols), l'Associació per la Pedra Seca i l’Arquitectura Tradicional, l'Etnobiofic, el Museu Casteller de Catalunya (Valls), el Centre d'Estudis de la Ribera d'Ebre, el Museu Etnogràfic de Ripoll, el Museu d'Arenys de Mar, el Museu Terra, el Centre de Prospectiva i Anàlisi dels Castells, el Museu de l'Anxova i de la Sal, el Col·lectiu Eixarcolant, l'Arada Creativitat Social, el Centre d'Interpretació Terrissa la Galera, l'Institut Català de Recerca en Patrimoni Cultural i l'Observatori d'Antropologia del Conflicte Urbà.